# Luba (Abra)
Luba é um município de  quinta classe de renda municipal (d) na província Abra, nas Filipinas. De acordo com o censo de 1 de maio  de  2020 possui uma população de 6 518 pessoas e 1 462 domicílios.